# 史嘉乐
史嘉乐（Charles Perry Scott，1847年—1927年2月13日）是一位英国圣公会传教士，圣公会华北教区主教。
1847年，史嘉乐出生于英国赫尔的一个牧师家庭，就读于Charterhouse和剑桥大学耶稣学院 ，1871年接受按立，随后担任伊顿广场圣彼得堂牧师，1874年前往中国传教。他先在山东烟台，1878年前往山西省赈灾。1880年，他出任圣公会华北教区主教，直到1913年回国，1927年2月13日去世。